# Wolfsberg (Saské Švýcarsko)
Wolfsberg (česky Vlčí hora) je 342,9 metrů vysoká hora v  Saském Švýcarsku ve Svobodném státě Sasko.

## Poloha
Hora leží jižně od Reinhardtsdorfu v Labských pískovcích (Děčínské vrchovině). Nachází se na území Chráněné krajinné oblasti Saské Švýcarsko.

## Dějiny
O něco níže pod vrcholem byla postavena 1890 hospoda, která se díky svému výhledu stala oblíbeným výletním cílem a dnes je panoramatickým hotelem.

## Výstup k vrcholu
Ze zastávky Schmilka v Labském údolí po červené turistické trase na Kaiserkrone a přes Schönu a Neue Sorge na Vlčí horu. Dále je možné pokračovat skrze les k Großer Zschirnsteinu.